# محوطه سه داران
محوطه سه داران مربوط به دوره عیلامیان - دوره هخامنشی - دوران‌های تاریخی پس از اسلام است و در شهرستان پلدختر، بخش مرکزی، دهستان جایدر، ۳۰۰ متری شمال غرب روستای بدر بکر واقع شده و این اثر در تاریخ ۲۸ اسفند ۱۳۸۵ با شمارهٔ ثبت ۱۸۴۴۲ به‌عنوان یکی از آثار ملی ایران به ثبت رسیده است.